# Proces Wackera
Proces Wackera (zwany też procesem Hoechsta-Wackera od firm w których został opracowany) – reakcja chemiczna bezpośredniego utleniania etenu do acetaldehydu tlenem w środowisku wodnym w obecności mieszanego chlorku palladu-miedzi (PdCl2•CuCl2) jako katalizatora homogenicznego. Sumarycznie proces ten przedstawia poniższe równanie:
Proces Wackera został opublikowany w 1959 r. przez mieszany zespół chemików pracujących dla koncernów Wacker i Hoechst. Było to pierwsze w historii udane zastosowanie homogenicznych katalizatorów palladu na skalę przemysłową. 
Analogicznym procesem jest pierwszy etap reakcji Monsanto polegającej na utlenianiu propenu do kwasu octowego. Procesy Wackera i Monsanto zastąpiły w pewnym stopniu w przemyśle proces hydroformylowania, w wyniku którego również otrzymuje się z alkenów w środowisku wodnym  aldehydy i ketony na skalę przemysłową. Różnica polega na tym, że reakcja hydroformylowania zachodzi z użyciem gazu syntezowego, jest katalizowana kompleksami rodu lub kobaltu i jest trudniejsza do kontroli, gdyż prowadzi zazwyczaj do otrzymania trudnej do rozdzielenia mieszaniny izomerów.

## Mechanizm reakcji
Sumarycznie przebieg reakcji można w uproszczony sposób przedstawić w formie następujących równań:
[PdCl4]2- + C2H4 + H2O → CH3CHO + Pd0 + 2HCl + 2Cl- (1)
Pd0 + 2CuCl2 + 2Cl- → [PdCl4]2- + 2CuCl (2)
2CuCl + ½O2 + 2HCl → 2CuCl2 + H2O (3)
Zgodnie z tymi równaniami chlorek palladu ulega stałemu odtwarzaniu, a w reakcji zużywa się tylko alken i tlen. Bez udziału chlorku miedzi powstający w wyniku reduktywnej eliminacji pallad(0) (równanie 1) wytrącałby się z układu reakcji, co powodowałoby zablokowanie procesu. Chlorek palladu(II) regenerowany jest z palladu(0) w drugim etapie procesu w wyniku utleniania przez chlorek miedzi(II). Trzeci etap prowadzi do odtworzenia chlorku miedzi(II), przy czym w tym etapie konsumowany jest też chlorowodór powstający w etapie (1). 
Mimo wielu lat badań, na temat mechanizmu procesu Wackera istnieją wciąż kontrowersje. Dominujący od lat 90. XX w. pogląd na ten temat przedstawia poniższy schemat:

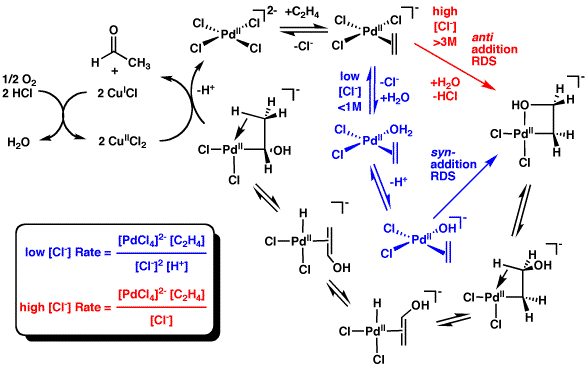
Współczesna koncepcja mechanizmu procesu Wackera

Większość dyskusji i badań z lat 1970-1991 nad tym mechanizmem dotyczyła kwestii, czy kluczowy dla tej reakcji atak nukleofilowy tlenu na alken zachodzi według ścieżki zewnętrznej anti-addycji na kompleks pallad-alken (czerwona ścieżka na schemacie), czy też w wyniku wewnętrznej syn-addycji bardziej złożonego kompleksu pallad-alken-OH2 (niebieska ścieżka na schemacie). Badania opublikowane przez Stille i współpracowników sugerowały wersję mechanizmu ze ścieżką anti-addycji, jednak później ci sami autorzy odrzucili tę koncepcję, gdy okazało się, że modele kinetyczne tej reakcji oparte na proponowanym mechanizmie nie sprawdzają się w praktyce. Dalsze badania kinetyki wskazały, że reakcja ta zachodzi prawdopodobnie według obu mechanizmów naraz, zaś to, który z nich dominuje zależy od stężenia jonów chlorkowych w układzie. Ustalono, że syn-addycja dominuje przy niskim stężeniu jonów chlorkowych (< 1 mol/L), które występują w typowych warunkach przemysłowych prowadzenia tej reakcji, zaś przy stężeniu powyżej 3 mol/L występuje prawie wyłącznie  anti-addycja. Potwierdzają to też badania stereochemii reakcji opublikowane przez  Patricka M. Henry'ego w 1991. Nie wyjaśniono jednak powodów dla których zmiana stężenia jonów chlorkowych powoduje zmianę tego etapu mechanizmu reakcji.
Drugim kluczowym etapem procesu Wackera jest migracja atomu wodoru z tlenu do chloru z utworzeniem podwójnego wiązania C=O. Ogólnie uważa się, że proces ten odbywa się poprzez tzw. eliminację β-wodorkową z utworzeniem cyklicznego, czteroatomowego stanu przejściowego, podobnie jak ma to miejsce w wielu innych mechanizmach reakcji katalizowanych metaloorganicznie:

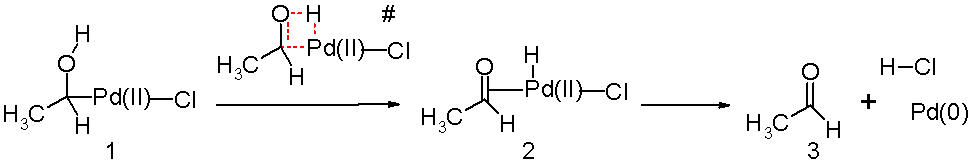
eliminacja β-wodorkowa

Symulacje komputerowe opublikowane w 2006 r. są argumentem na rzecz tezy, że proponowany, cykliczny, czteroatomowy stan przejściowy jest energetycznie bardzo niekorzystny (energia aktywacji rzędu 36,6 kcal/mol). W świetle tych badań bardziej prawdopodobne wydaje się zachodzenie tego etapu reakcji poprzez reduktywną eliminację, w której proton bezpośrednio przyłącza się do chloru, zaś energia postulowanego stanu pośredniego, z uwzględnieniem asysty cząsteczki wody wynosi tylko 18.8 kcal/mol.

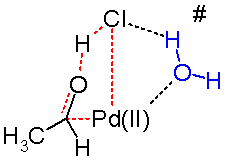
alternatywny stan przejściowy

## Utlenianie Wackera-Tsuji
Tzw. utlenianie Wackera-Tsuji to wersja procesu Wackera prowadzona w skali laboratoryjnej z innymi niż eten alkenami, na przykład przekształcenie dek-1-enu do 2-dekanonu w mieszaninie woda/DMF z użyciem powietrza jako środka utleniającego.